# Réserve naturelle régionale du réseau de grottes à chauves-souris en Drôme et en Ardèche
La réserve naturelle régionale du réseau de grottes à chauves-souris en Drôme et en Ardèche (RNR323) est une réserve naturelle régionale située en Auvergne-Rhône-Alpes. Classée en 2019, elle occupe une surface de 48,99 hectares et protège deux cavités servant de gîtes aux chauves-souris.

## Localisation
Le territoire de la réserve naturelle s'étend sur les départements de l'Ardèche sur la commune de Rompon et de la Drôme, sur les communes de Francillon-sur-Roubion et Soyans.

## Écologie (biodiversité, intérêt écopaysager…)

### Faune
La grotte de Meysset, à Rompon, accueille 14 espèces de chiroptères. La grotte de Baume-Sourde à Francillon-sur-Roubion en accueille 16, dont le petit murin, les grand et petit rhinolophes et le minioptère de Schreibers.

## Administration, plan de gestion, règlement

### Outils et statut juridique
La réserve naturelle a été créée par une délibération du Conseil régional du 28 juin 2019.